# ريفرز كومو
ريفرز كومو (بالإنجليزية: Rivers Cuomo)‏ (و. 1970  م) هو عازف قيثارة، ومغن مؤلف، ومغني، وملحن أمريكي، ولد في مانهاتن، يستخدم آلات قيثارة، وهو عضوٌ في ويزر، وفاي بيتا كابا.

## التعليم
تعلم في جامعة هارفارد، وكلية باركلي للموسيقى، وMusicians Institute ‏.

## وصلات خارجية
- ريفرز كومو على موقع IMDb (الإنجليزية)
- ريفرز كومو على موقع ميوزك برينز (الإنجليزية)
- ريفرز كومو على موقع رولينغ ستون (الإنجليزية)
- ريفرز كومو على موقع إن إن دي بي (الإنجليزية)
- ريفرز كومو على موقع أول ميوزيك (الإنجليزية)
- ريفرز كومو على موقع ديسكوغز (الإنجليزية)
- ريفرز كومو على موقع قاعدة بيانات الفيلم (الإنجليزية)
- ريفرز كومو في قاعدة بيانات الأفلام على الإنترنت